# Daewoo Heavy Industries and Machinery

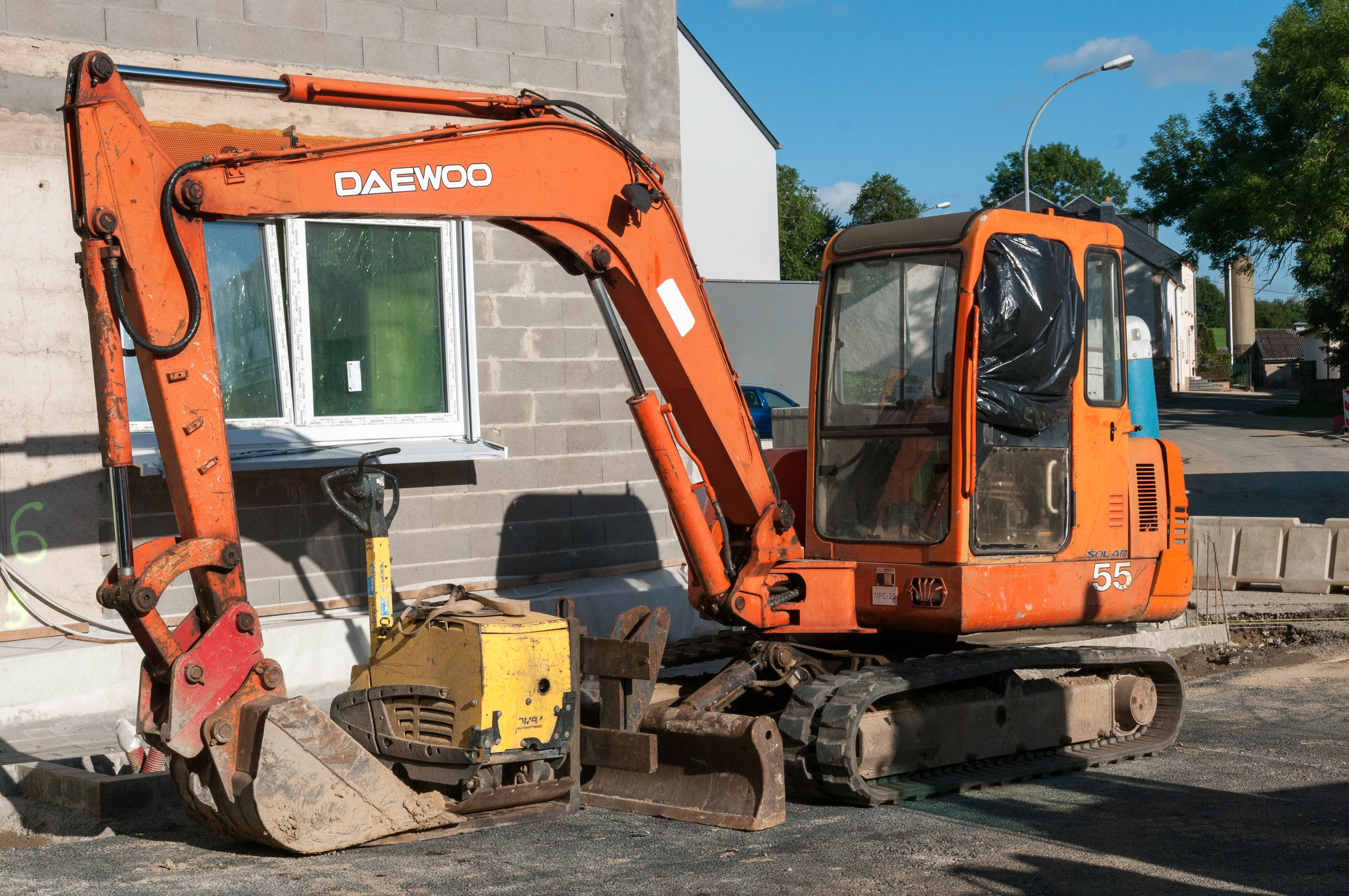
Daewoo Solar 55

Daewoo Heavy Industries and Machinery (DHI) kwam in 1999 voort uit de verzelfstandiging van het failliete Daewoo-concern. Er werd gezocht naar een overnamepartner en men ging samenwerken met Terex, maar hier kwam verder niets uit voort.
De firma had vijf pilaren:
- bouwmachines
- intern transport
- metaalbewerkingsmachines
- motoren
- defensie

Na enkele jaren nam de Doosan Group de firma over. Hier werd een tijdlang een dubbele merknaam Doosan-Daewoo voor gebruikt.
Productie vond voornamelijk plaats bij verschillende fabrieken in Zuid-Korea, een fabriek in Yantai, China, voor bouwmachines en een fabriek in Frameries, België, voor bouwmachines (Euro Daewoo).